# WWE Cyber Sunday
WWE Cyber Sunday va ser un esdeveniment anual de PPV produït per l'empresa de lluita lliure professional World Wrestling Entertainment (WWE) el mes d'octubre. L'esdeveniment disposava de combats entre lluitadors de les tres marques de la WWE (RAW, ECW i SmackDown) en les seves dues últimes edicions, mentre que la de l'any 2006 va ser exclusiva de la marca RAW.